# Evergestis marionalis
Evergestis marionalis ist ein Schmetterling aus der Familie der Crambiden (Crambidae).

## Merkmale
Die Falter erreichen eine Flügelspannweite von 18 bis 20 Millimeter. Kopf, Thorax und Abdomen sind hell gelblich braun bis fahl kaffeebraun. Die Vorderflügel glänzen zitronengelb. Die innere und die äußere Querlinie sind dünn, gezähnt und unscheinbar, die Subterminallinie ist stärker gezähnt. Basal zur erstgenannten befindet sich eine violettbraune Linie, die sich von der Costalader bis zum Flügelinnenrand verjüngt. Basal zur Subterminallinie befindet sich ein ebenso breites und ähnlich gefärbtes Band, das fast an die äußere Querlinie heranreicht. Entlang des Saums verläuft ein schmales rötlich braunes Band, welches zwischen den Aderenden eine Reihe sehr kleiner gelblicher Punkte aufweist. Es ist mehr oder weniger mit dem äußeren Querband verbunden. Der quadratische Diskalfleck hat die gleiche Farbe und kann mit dem blassen dunklen Streifen an der Costalader verbunden sein. Die Fransenschuppen sind violettbraun und im basalen Drittel dunkler. Die Hinterflügel sind schmutzig strohgelb und mit einer schwachen und unvollständigen äußeren Querlinie gezeichnet. Am Flügelaußenrand befinden sich zwischen den Aderenden einige dunkle Punkte. Die Fransenschuppen sind gelblich strohfarben. Die Unterseiten glänzen stark und das Zeichnungsmuster der Oberseiten ist schwach erkennbar. Es kommen auch Exemplare vor, bei denen die dunklen Bänder kräftiger sind und dadurch näher aneinander liegen.
Bei den Männchen ist der Uncus schlank und besitzt an der Spitze ein schütteres Haarbüschel. Der Gnathos ist sehr dünn und unregelmäßig gezähnt. Die Valven sind parallelwandig und haben eine rundliche Spitze. Das Klammerorgan (Clasper) fehlt. Der distale Teil des Phallus ist etwas schmaler als der basale Teil, er ist mit ungefähr 8 schlanken Cornuti versehen. Evergestis marionalis unterscheidet sich von Evergestis politalis durch die kürzeren Valven, den kürzeren Uncus und den kürzeren Phallus mit kleineren Cornuti.
Bei den Weibchen ist das Corpus bursae groß und eiförmig. Er verjüngt sich und geht in den Ductus bursae über. Die Signa sind sehr klein. Der Ductus bursae hat eine mittlere Breite und verjüngt sich nicht. Vor dem Colliculum befindet sich eine lappenförmige Ausstülpung (Diverticulum). Evergestis marionalis unterscheidet sich von Evergestis politalis durch das geweitete Antrum, den kurzen, schwach sklerotisierten Ductus bursae mit parallelen Seiten und die lange ovale Bursa mit zwei kleinen Signa.

## Ähnliche Arten
Evergestis marionalis kann nur mit Evergestis politalis verwechselt werden. Die zuerst genannte Art ist aber meistens deutlich kleiner und der Thorax ist immer kaffeebraun und nicht gelblich. Die Vorderflügel sind schmaler, haben eine geradere Costalader und der Flügelaußenrand ist schräger. Die Zeichnung ist weniger kräftig und es fehlt das komplexe Muster verdunkelter Adern im Mittelfeld.
Die Hinterflügel sind bei E. politalis normalerweise dunkler und haben eine deutlich gezeichnete äußere Querlinie und einen dunklen Schatten am Flügelaußenrand. Die Unterseiten sind viel kräftiger gezeichnet. Die Hinterflügel sind mit einer dunklen, vollständigen äußeren Querlinie versehen und haben ein subterminal verdunkeltes Saumfeld.

## Verbreitung
Evergestis marionalis ist im Südosten Frankreichs (Département Aude, Département Pyrénées-Orientales), in Spanien, Malta und in Nordafrika (Algerien, Marokko (Provinz Ifrane), Tunesien) verbreitet.

## Biologie
Die Präimaginalstadien sind unbekannt, die Raupen leben vermutlich an Kreuzblütengewächsen. Die Art bildet mindestens zwei Generationen, die von Februar bis März und von Juli bis Oktober fliegen (nach Leraut 2012 von Mai bis Juni und von September bis November). Im Mittleren Atlas wurde die Art bis in 1650 Meter Höhe gefunden. In Spanien besiedelt sie offene, trockene, felsige Regionen. Die Falter kommen ans Licht.

## Systematik
Evergestis marionalis ist in der Literatur auch unter dem Namen Evergestis bifascialis bekannt. Nach Leraut 2003 ist der Name bifascialis  Guenée ein Synonym von Evergestis politalis und repräsentiert eine Unterart der zuletzt genannten Art, die in Sizilien und Nordafrika beheimatet ist.

## Belege
1. 1 2 3 4 5 6 7 8  Barry Goater, Matthias Nuss, Wolfgang Speidel: Pyraloidea I (Crambidae, Acentropinae, Evergestinae, Heliothelinae, Schoenobiinae, Scopariinae). In: P. Huemer, O. Karsholt, L. Lyneborg (Hrsg.): Microlepidoptera of Europe. 1. Auflage. Band 4. Apollo Books, Stenstrup 2005, ISBN 87-88757-33-1, S. 91 (englisch).
2. ↑  Seguna, A.; Moreno, A. Vives (2006): A new Pyraloid moth for the Maltese Islands. Evergestis marionalis Leraut, 2003 (Lepidoptera: Crambidae). SHILAP Revista de Lepidopterología 34 (134): S. 149 PDF
3. 1 2 3  Patrice Leraut: Zygaenids, Pyralids 1. In: Moths of Europe. 1. Auflage. Volume III. NAP Editions, 2012, ISBN 978-2-913688-15-5, S. 197 (englisch).